# Vitali Borísov
Vitali Borísov –en ruso, Виталий Борисов– (1 de septiembre de 1990) es un deportista ruso que compitió en natación.
Ganó dos medallas de plata en el Campeonato Europeo de Natación en Piscina Corta, en los años 2010 y 2011.

## Palmarés internacional
| Campeonato Europeo en Piscina Corta | Campeonato Europeo en Piscina Corta | Campeonato Europeo en Piscina Corta | Campeonato Europeo en Piscina Corta |
| Año                                 | Lugar                               | Medalla                             | Prueba                              |
| ----------------------------------- | ----------------------------------- | ----------------------------------- | ----------------------------------- |
| 2010                                | Eindhoven (Países Bajos)            | Medalla de plata                    | 50 m espalda                        |
| 2011                                | Szczecin (Polonia)                  | Medalla de plata                    | 4 × 50 m estilos                    |